# 一蘭拉麵
天然豚骨拉麵專門店 一蘭（日语：天然とんこつラーメン専門店 一蘭），簡稱一蘭、一蘭拉麵，是日本一家連鎖拉麵店，總店設於福岡，並在海外開設多家店舖。

## 歷史
1960年（昭和35年），創業於福岡縣福岡市百道。1966年（昭和41年），搬到小郡市繼續營業、第一代店主夫妻倆因高齢考慮停止營業，一些常常去的顧客懇求店家能繼續營業。這個時候，一些常常光顧的會員,推薦一個能把拉麵的味道繼續傳承下去的繼任者，就是現任的社長吉冨学。
1993年（平成5年）9月，現在「一蘭」拉麵的第1號店，在重新開店。之後開始在福岡縣內陸續展店。
2001年（平成13年），前往日本關東地區的首都東京開店，位於。之後又成功進駐大阪府、愛知縣、熊本縣。直到2012年，約有40家分店展開。
2012年（平成24年），位於福岡縣福岡市博多区中洲的總店本社大樓完成。從3樓到12樓的陽台部分選擇懸掛紅色燈籠。

## 概要
拉麵的湯是用豬骨去熬煮的，餐廳使用食券等點菜用紙，上面詳細描述客人所需要的口味、麵條的硬度。然後，為了從海外來的觀光客，特別準備英語、漢語、韓語等三種菜單用紙。在會員制的時代，店主會記住所有會員的口味。
因為當年有一些女學生，不喜歡在別人面前吃拉麵，為了解決女學生的問題，餐廳自1993年起採用獨立的座位空間設計（稱為味集中），避免打擾其他用餐的人。希望食客可以享受屬於個人的空間，用餐過程不用面對別人。

## 分店

### 日本海外
香港
由子公司「一蘭香港工場有限公司」（ICHIRAN Hong Kong Factory Limited）負責管理。
- 港島銅鑼灣店：
  - 港島區銅鑼灣謝斐道440-446號地下F-G號舖，於2013年7月11日開業，後在鄰舖擴充營業，現設有味集中座位57席。
- 九龍尖沙咀店：
  - 九龍尖沙咀棉登徑8號地庫B舖及地下入口大堂，於2015年6月9日開業，設有味集中座位58席和屋台座位（團體座位）98席。
- 九龍旺角店：
  - 九龍旺角洗衣街88號地下B舖，於2023年11月1日開業，設有味集中座位31席。

 美国
由子公司「ICHIRAN USA Inc.」負責管理。
- 紐約布魯克林店：
  - 於2016年10月19日開業，設有味集中座位30席和屋台座位（團體座位）38席。
- 紐約中城西店：
  - 於2018年3月28日開業，設有味集中座位46席。
- 紐約時代廣場店
  - 於2019年3月28日開業，設有味集中座位103席。

 臺灣
由香港分店的子公司「香港商一蘭有限公司台灣分公司」負責管理。
| 縣市   | 分店         | 地址                                    | 開幕           | 備註                               |
| ------ | ------------ | --------------------------------------- | -------------- | ---------------------------------- |
| 臺北市 | 台北本店     | 台北市信義區松仁路97號1樓               | 2017年6月15日  | 上午11時開幕，設有味集中座位60席。 |
| 臺北市 | 台北本店別館 | 台北市信義區松壽路11號B1（新光三越A11） | 2018年6月1日   | 上午11時開幕，設有味集中座位52席。 |
| 台中市 | 台中朝富店   | 台中市西屯區朝富路2號2樓                | 2021年11月24日 | 上午10時開幕，設有味集中座位41席。 |

## 圖片

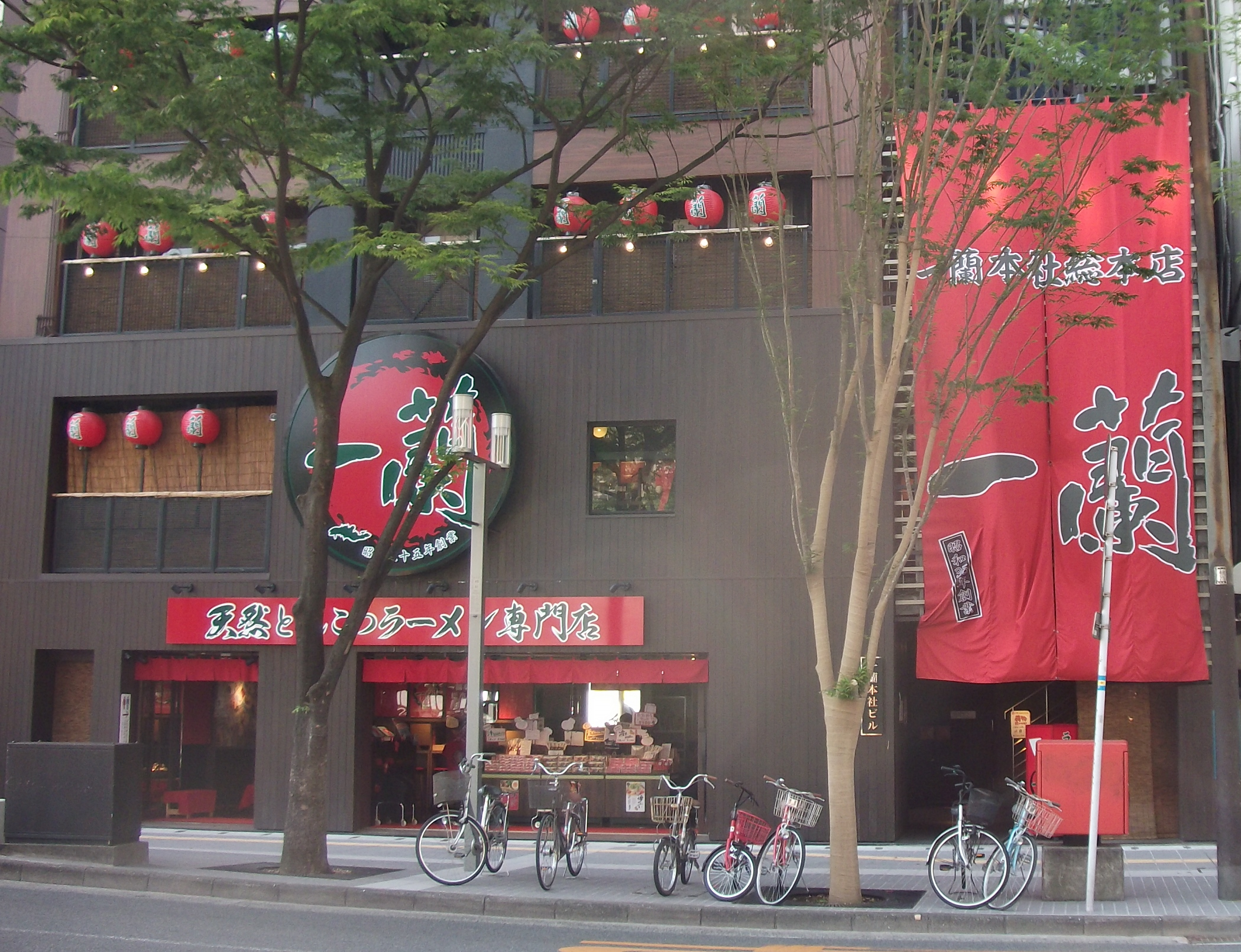
一蘭拉麵福岡本店
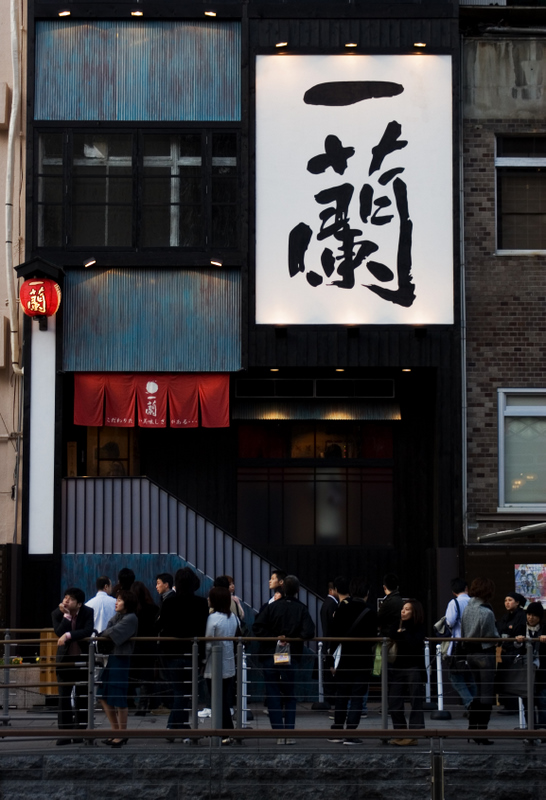
一蘭拉麵大阪道頓堀店
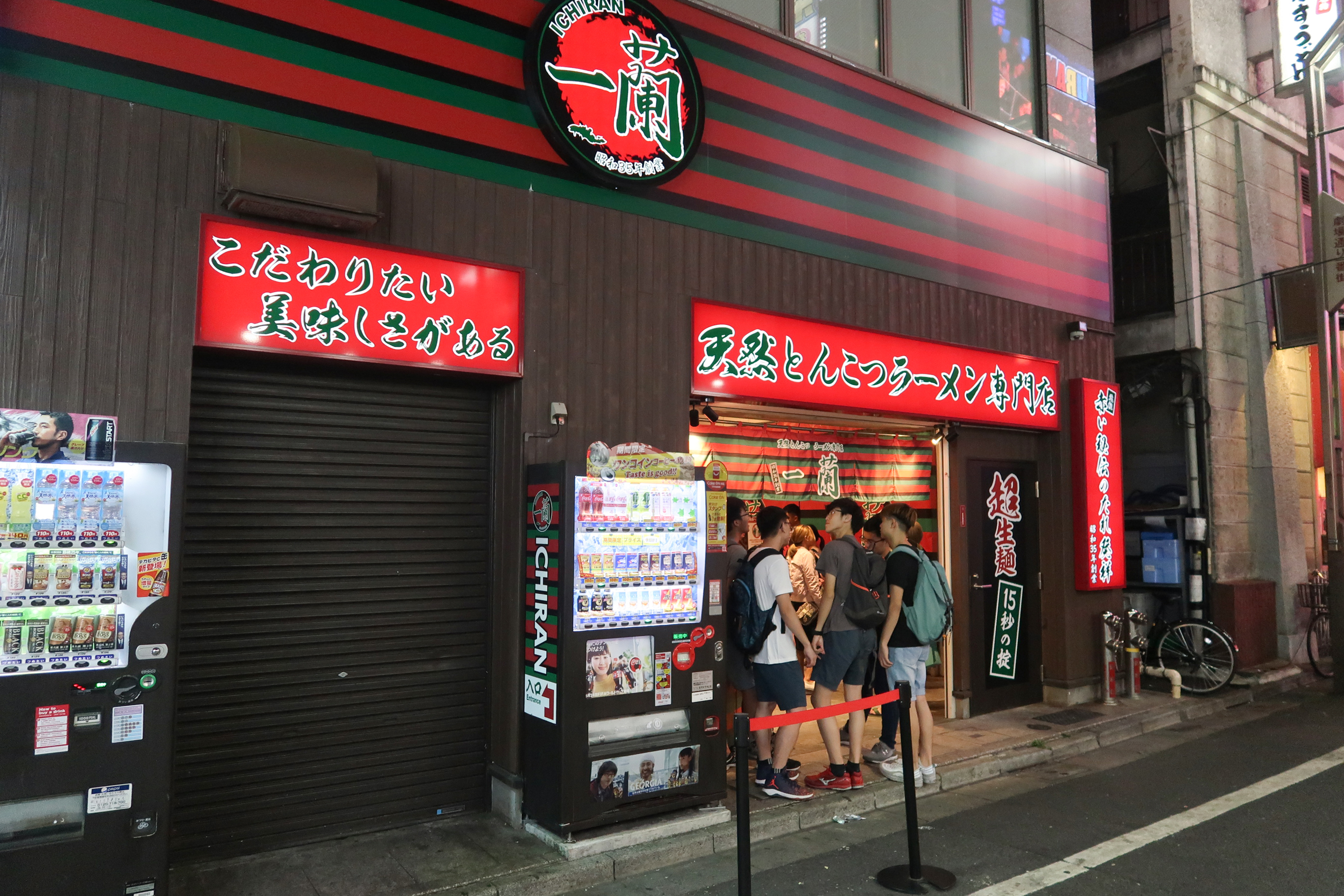
一蘭拉麵新宿歌舞伎町店
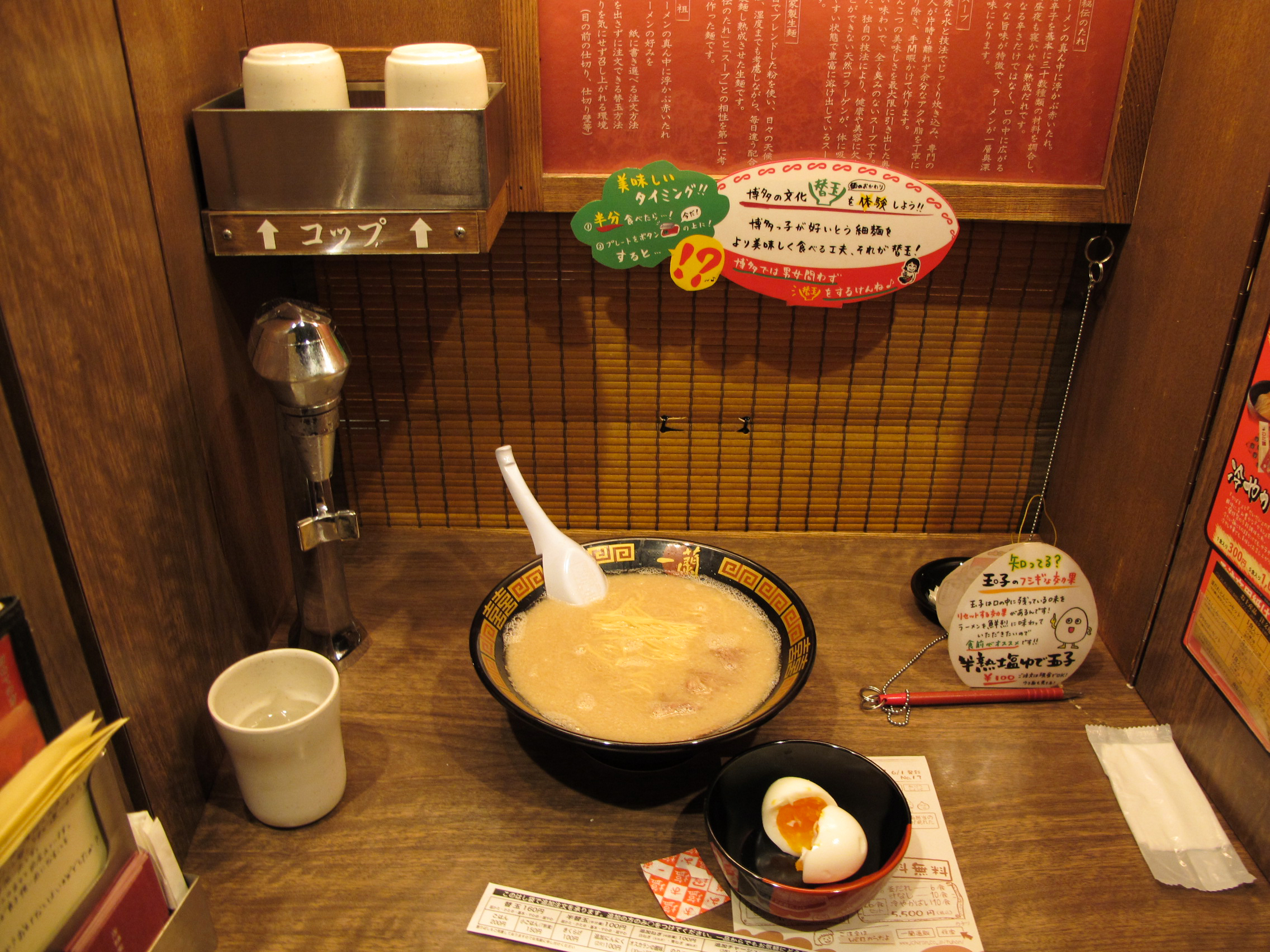
一蘭拉麵自1993年起採用獨立的座位空間設計，避免打擾用餐的人
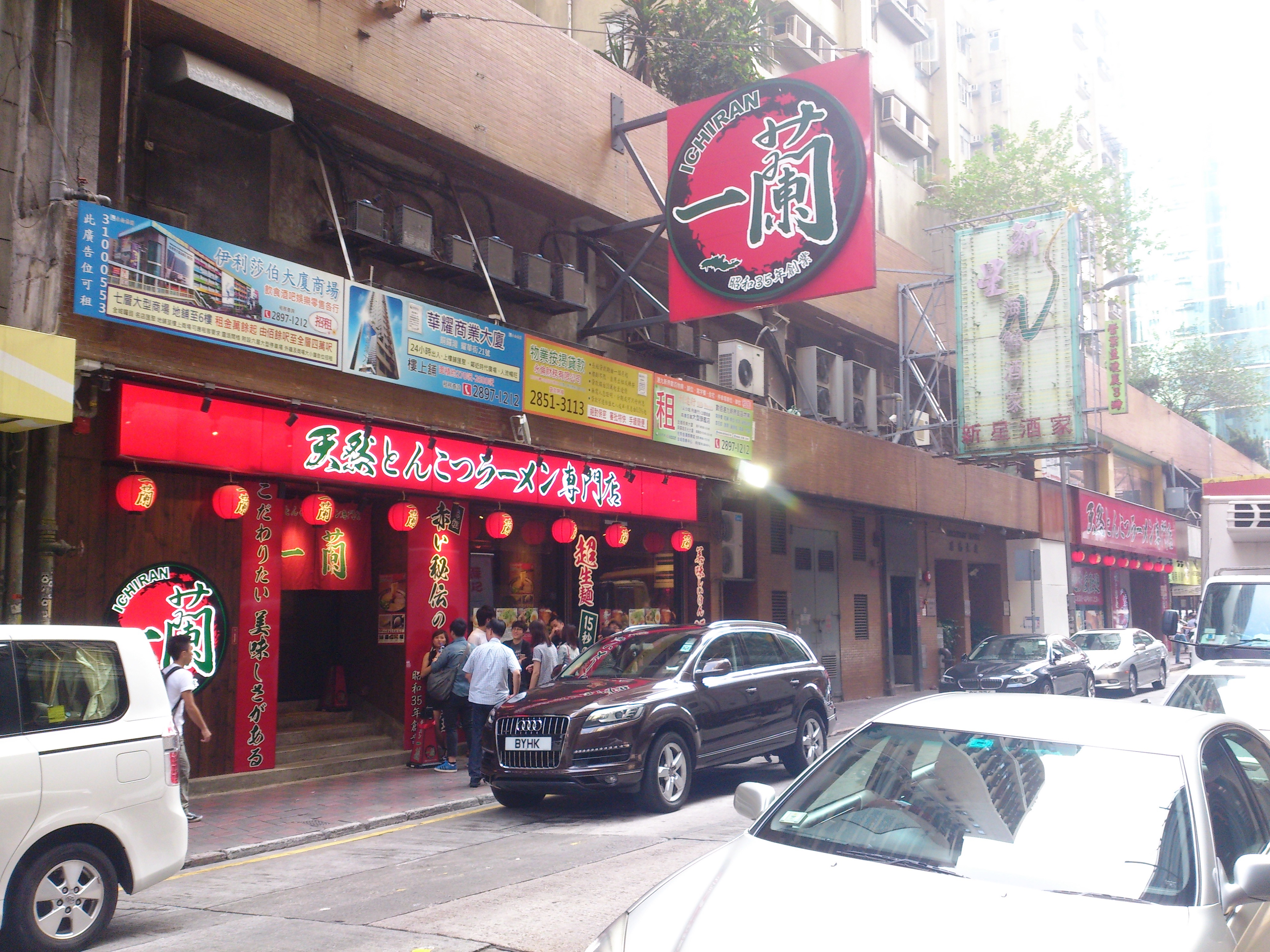
一蘭拉麵首家國外分店設於香港銅鑼灣謝斐道
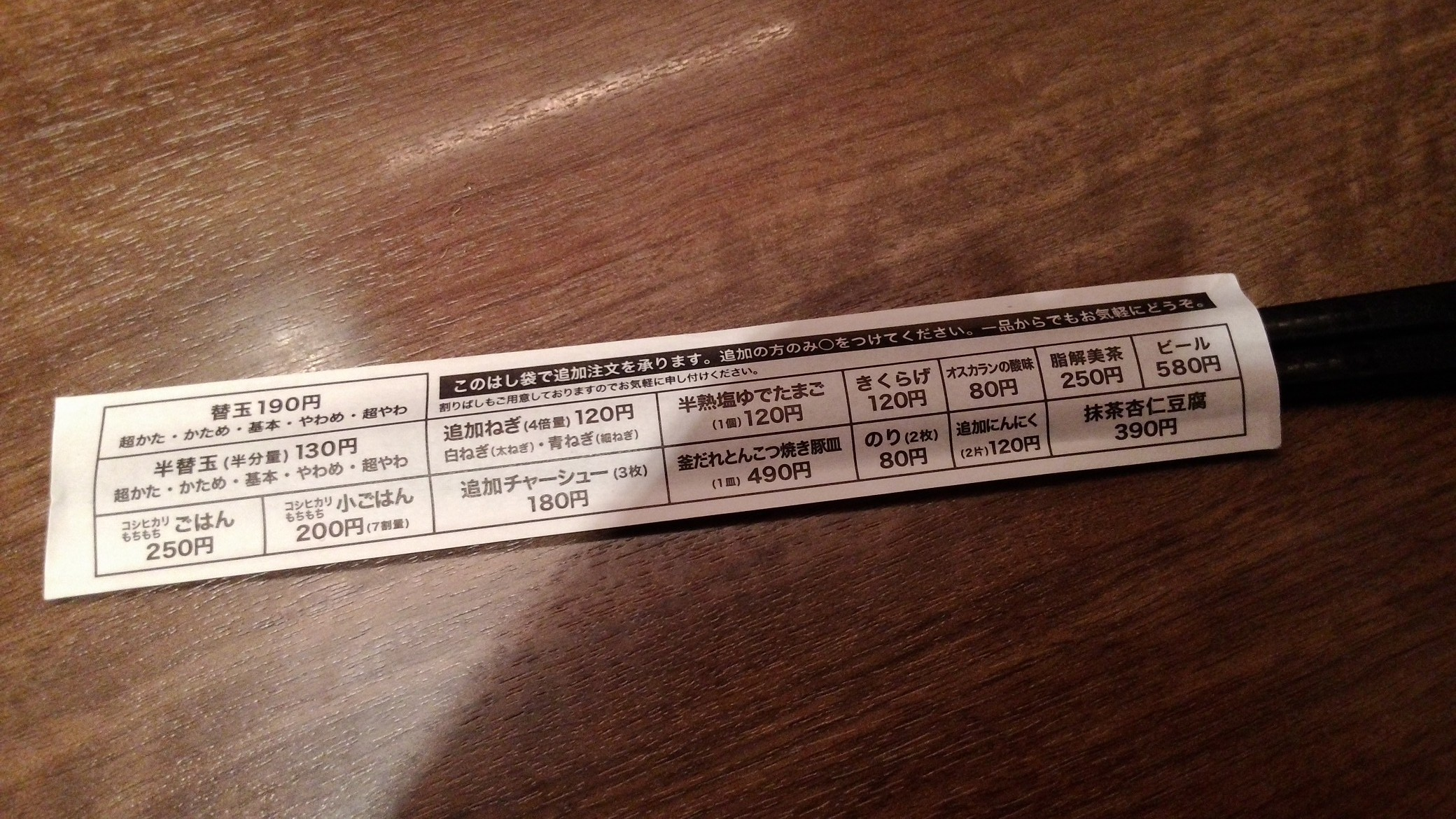
價目表

## 腳注
1. ↑  原本的一蘭拉麵本店,是日本地區最初的會員制的拉麵食堂
2. ↑  這個分店原來是1960年創業者夫婦位於百道的店，這裡稱為「發祥之店」
3. ↑  當時麵的軟硬度與祕湯量的程度。
4. ↑  . ETtoday新聞雲. 2017-01-08  [2017-05-22]. （原始内容存档于2019-12-07）.
5. ↑  門市據點 （页面存档备份，存于）.一蘭拉麵

## 外部連結
- 一蘭拉面官网 （页面存档备份，存于）
- 一蘭香港官方購物網站 （页面存档备份，存于）
- 一蘭台灣官方購物網 （页面存档备份，存于）